# (44016) Jimmypage
(44016) Jimmypage – planetoida z pasa głównego asteroid okrążająca Słońce w ciągu 4 lat i 112 dni w średniej odległości 2,65 j.a. Została odkryta 30 listopada 1997 roku w obserwatorium w Rolvenden przez Marka Armstronga i Claire Armstrong. Nazwa planetoidy pochodzi od Jimmy'ego Page'a (ur. 1944), brytyjskiego gitarzysty rockowego, współtwórcy zespołu Led Zeppelin. Przed jej nadaniem planetoida nosiła oznaczenie tymczasowe (44016) 1997 WQ28.